# Atlas (matemática)
Un atlas es un conjunto de cartas de un espacio, de forma que a cada «región» de dicho espacio le corresponden unas coordenadas. De manera más exacta, en un espacio topológico, una carta cubre un entorno del mismo y asigna coordenadas a los puntos dentro de dicho entorno. Un atlas es un conjunto de cartas que, además de cubrir el espacio por completo, en caso de superposición entre dos cartas, las coordenadas asignadas por una y otra están relacionadas simplemente por una función vectorial con «buenas propiedades» (es un homeomorfismo, o incluso un difeomorfismo).
Los atlas son la herramienta que permite dar estructura diferenciable a los espacios topológicos, siendo el sustrato para las nociones de la geometría diferencial de variedades.

## Definición
Dado un espacio topológico {\displaystyle X}, una carta es un homeomorfismo que provee de coordenadas a los puntos de un entorno abierto del mismo:
| Una carta (o entorno coordenado) es un par (U, φ) donde U es un abierto de X y φ : U → Rn es un homeomorfismo |

Un atlas es un conjunto de cartas que cubre la variedad al completo, y de tal manera que sean compatibles entre sí: si dos cartas dan coordenadas distintas para una región de X, entonces la función «cambio de coordenadas» ha de ser biyectiva y continua en ambos sentidos.
| Un atlas es una familia de cartas { (Ui, φi) }i ∈ I tal que: - Cubren el espacio por completo, ∪i Ui = X - Si el dominio de dos cartas se superpone, ;Uij = Ui ∩ Uj ≠ ∅ (con i ≠ j), entonces ambas cartas son compatibles entre sí: la función φij = φiφj−1 : φj(Uij) → φi(Uij) es un homeomorfismo entre abiertos de Rn. |

### Diferenciabilidad
La definición anterior es estrictamente para un atlas de clase C0. Exigiendo que las funciones de transición φij sean difeomorfismos de clase Ck, obtendríamos un atlas de clase Ck (donde k es un entero positivo, ∞, o incluso ω para atlas analíticos).

### Compatibilidad. Estructura diferenciable.
La condición de compatibilidad entre cartas nos permite definir si dos atlas de clase Ck son a su vez compatibles: lo son si su unión conjuntista es un atlas a su vez, esto es, si pueden «juntarse» en un solo atlas.
Dos atlas compatibles pero distintos dan coordenadas al espacio X de maneras esencialmente equivalentes. Para definir la estructura de variedad (ya sea topológica o diferenciable) sin  ambigüedades, se recurre a una clase de equivalencia de atlas compatibles entre sí. Otra manera es usar un atlas maximal, que contiene a cualquier atlas compatible con él. A estos atlas maximales se les denomina también estructuras diferenciables (de clase Ck).

## Coordenadas curvilíneas
Dada una variedad de (pseudo)riemanniana {\displaystyle {\mathcal {M}}}, un conjunto abierto {\displaystyle O} del mismo y un punto dentro de dicho conjunto abierto {\displaystyle m\in O\subset {\mathcal {M}}}, una carta local o "sistema de coordenadas" local puede representarse por una función:

{\displaystyle \phi :O\subset {\mathcal {M}}\to \mathbb {R} ^{d}\qquad p\in O\land \phi (p)=(x^{1},x^{2},...,x^{d})\in \mathbb {R} ^{d}}

Donde d es la dimensión del espacio donde se define el sistema de coordenadas local. Las d curvas coordenadas Ci(t) y sus vectores tangentes vienen definidas por las ecuaciones:

{\displaystyle \phi (C_{i}(t))=(x^{1}(0),...,x^{i}(t),...,x^{n}(0))\qquad \mathbf {v} _{i}=C_{i}'(t)={\frac {\partial }{\partial x^{i}}}}

Coordenadas Curvilíneas, afines y cartesianas en un espacio bidimensional.

El cálculo diferencial en variedades permite generalizar el concepto de coordenadas cartesianas, cilíndricas o esféricas a variedads diferenciables, es decir, espacios globalmente no euclídeos que sin embargo son localmente euclídeos. Los sistemas de coordenadas totalmente generales son difíciles y en general no tienen propiedades que los hagan interesantes. Una clase especial de estos son las coordenadas ortogonales. Un sistema de coordenadas será ortogonal si los vectores tangentes a las curvas coordenadas xi son ortogonales, es decir, si:

{\displaystyle g(\mathbf {v} _{i},\mathbf {v} _{j})=0\ (i\neq j),\qquad g(\mathbf {v} _{i},\mathbf {v} _{i})=h_{i}^{2}(x^{1},x^{2},...,x^{d})}

Donde g(, ) es el tensor métrico del espacio donde se definen las coordenadas.